# Портлендский трамвай
По́ртлендский трамва́й — собирательное название существовавших в прошлом и существующих ныне трамвайных систем Портленда, Орегон.
По состоянию на конец 2006 года в Портленде действует три трамвайные системы:
- Metropolitan Area Express — скоростной трамвай
- Portland Streetcar — современный уличный трамвай
- Portland Vintage Trolley — исторический трамвай

## История

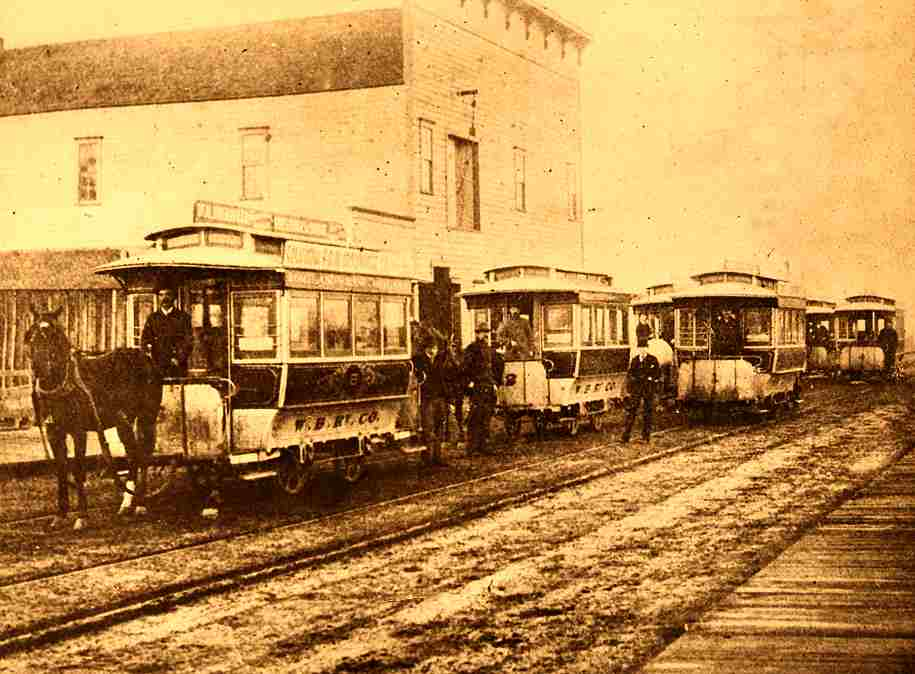
Вагоны конки в Портленде, 1880-е годы

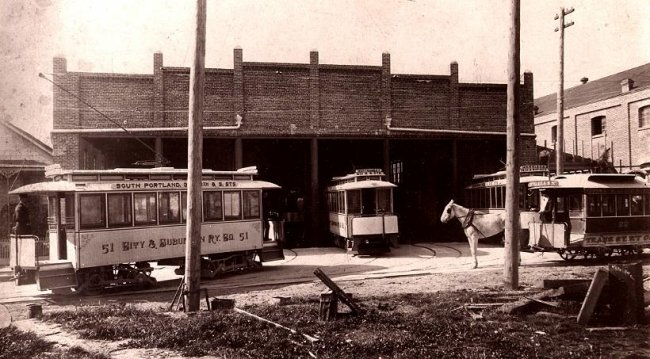
Депо городских и пригородных трамваев Портленда, 20 июня 1892 года. Тогда в депо использовали и конки, и электрические трамваи

Первые конные трамваи появились в Портленде в 1872 году. Эти трамваи ходили по Первой Авеню, от Glisan до Caruthers. В 1888 году в Портленде открылся первый маршрут парового трамвая. Вскоре вокруг Портленда выросла целая сеть паровых пригородных трамваев. В 1889 году началась электрификация линий конного и парового трамваев. Первая линия электрического трамвая соединяла Портленд и соседний город Албину. Эта линия проходила по Стальному мосту, по которому в настоящее время ходит трамвай сети MAX. В 1890 году в Портленде появились канатные трамваи (просуществовали до 1904 года).
В 1906 году все городские трамвайные компании Портленда были объединены в одну, Portland Railway Light and Power Company (PRL&P). PRL&P не только обеспечивала работу трамваев, но и снабжала город электричеством. Эта компания существует и сейчас (под названием Portland General Electric), однако в настоящее время она занимается только электроснабжением города.
Во втором десятилетии XX века вокруг Портленда выросла обширная сеть пригородных и междугородных трамваев, соединявшая Портленд с соседними городами, в частности Орегон-Сити (линия на Орегон-Сити открыта 16 февраля 1893 года) и Ванкувером. Фактически вокруг Портленда сформировалась одна из самых обширных трамвайных сетей США. Однако тогда же начал набирать популярность автомобиль. После Первой мировой войны золотой век трамвая в Портленде (как и в США вообще) завершился. Общественный транспорт начал сдавать позиции перед автомобилем.
В 1920-х годах трамвайное хозяйство начало переходить на режим экономии, в следующем десятилетии начались первые закрытия трамвайных линий (за городом). Трамвай в Портленде начали заменять троллейбусом. В годы Второй мировой войны портлендский трамвай вновь начал пользоваться популярностью, однако после 1945 года деградация продолжилась. В 1950 году городской трамвай Портленда прекратил своё существование. Последним днём его работы стало 28 февраля.
Отдельные участки сети междугородных трамваев с центром в Портленде действовали ещё несколько лет. Последней линией этой сети стала трасса Портленд — Орегон-Сити. Она закрылась 25 января 1958 года. В том же году прекратил своё существование портлендский троллейбус. Единственным видом общественного транспорта стали автобусы.

### Council Crest Trolleys

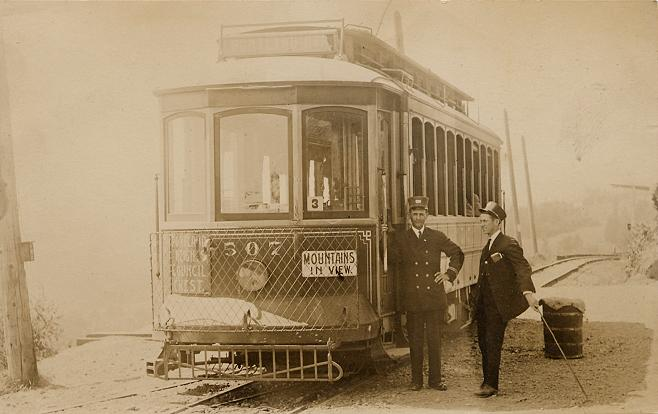
Вагоновожатый и кондуктор вагона № 507 позируют на фоне своего трамвая, 1910 год

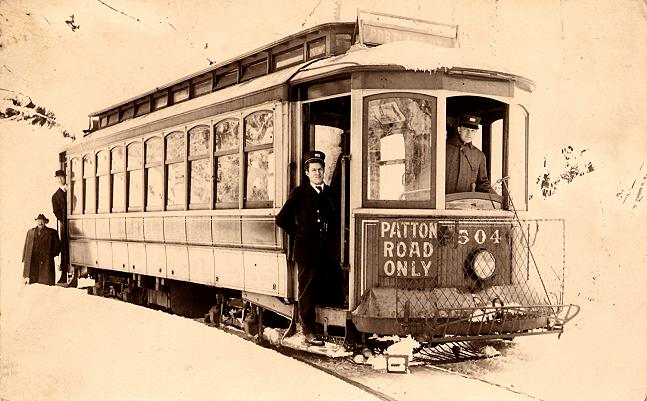
Трамвай линии на Консил Крест зимою, 1918 год

Самой живописной из многочисленных трамвайных линий Портленда была линия Council Crest Trolleys. Эта линия соединяла центр Портленда с холмом Каунсил Крест (Council Crest), самым высоким из портлендских холмов. Трамвай поднимался на высоту 1150 футов (примерно 350 м) над портлендской бухтой, откуда открывался великолепный вид. Однако пассажиров трамвайной линии на Каунсил Крест привлекали не только красивые виды, но и парк развлечений с колёсами обозрения, американскими горками и другими аттракционами (парк просуществовал до 1929 года).
В отличие от других трамвайных линий Портленда, линия на Каунсил Крест была узкоколейной (ширина колеи 3 фута 6 дюймов, 1067 мм). Длина линии составляла две с половиной мили (около 4 км), максимальные уклоны на трассе составляли 12 %.
Линия открылась в 1906 году. На ней работало девять вагонов (первоначальные бортовые номера — 201—210, позднее перенумерованы в 501—510).
Линия на Каунсил Крест была закрыта в 1950 году. Два работавших на ней трамвая, № 503 и № 506, сохранились. Вагон № 503 был передан местным бойскаутам, которые использовали его под свой клуб. Затем, в шестидесятых годах, он был передан в трамвайный музей в Гленвуде. В 1976 году вагон был отреставрирован с использованием тележек стандартной колеи.
Летом 1983 и 1984 года трамвай № 503 принимал участие в трамвайном фестивале, проводящемся в Сан-Франциско. Три раза этот трамвай возвращался в Портленд, в 1980, 1986 и 1991 годах.
Трамвай № 506 был установлен на вершине холма Каунсил Крест, где и простоял под открытым небом до 1972 года, после чего был передан в музей в Гленвуде. Там трамвай был косметически отремонтирован. В отличие от трамвая № 503, трамвай № 506 сохранил узкоколейные тележки.

### Интересные факты
- Трамвайные компании Портленда (как и США вообще) устраивали парки рядом с конечными остановками. Делалось это для того, чтобы люди пользовались трамваем не только по рабочим дням, но и в выходные.

## Современные трамвайные системы

### Metropolitan Area Express (MAX)

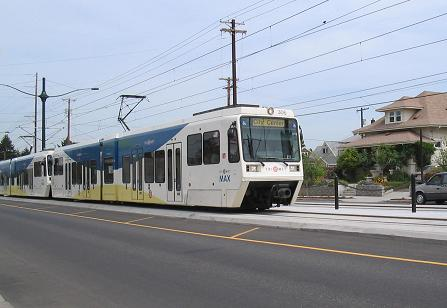
Поезд Metropolitan Area Express

Трамвай вернулся в Портленд 5 сентября 1986 года, когда открылась первая линия современного скоростного трамвая. Официально это система называется Metropolitan Area Express (сокращённо — MAX). Первая линия имела длину в 24 км, на ней насчитывалось 27 остановок. В центре города линия имеет обособленное полотно, за пределами города — собственное полотно. Трасса линии проходит по мосту Steel Bridge 1910 года постройки, по которому раньше ходили городские трамваи Портленда. Участок на мосту — единственный участок трассы, где трамвай идёт по совмещённому полотну. Далее трасса повторяет трассу прежнего пригородного трамвая. Рельсы современного трамвая уложены на насыпь, по которой раньше была проложена трасса междугородных трамваев.
Трамвайное движение в Портленде открывали 26 сочленённых трамваев, разработанных бельгийской фирмой BN и построенных по лицензии канадской фирмой Bombardier.
За прошедшие двадцать лет к первой линии трамвая добавилось ещё две, а первая линия была продлена. Теперь общая протяжённость сети Metropolitan Area Express составляет 71,3 км. В добавление к первым трамваям были закуплены более современные трамваи производства Siemens AG Transportation Systems.

### Portland streetcar

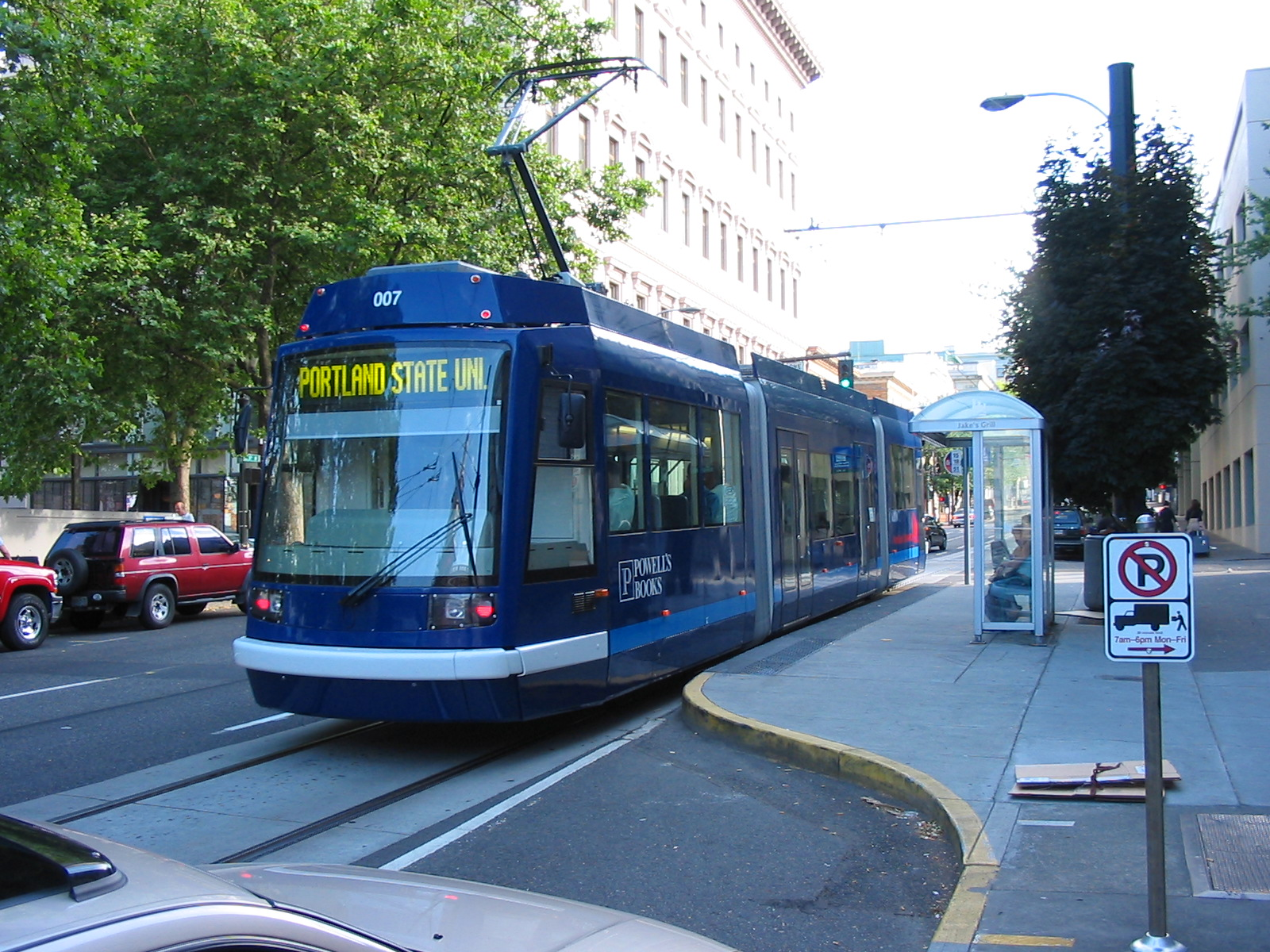
Трамвай Portland streetcar

В дополнение к Metropolitan Area Express, 20 июля 2001 года в Портленде открылась новая трамвайная система, Portland Streetcar. Portland Streetcar — исключительно городская система, действующая в пределах центра города. Общая протяжённость трассы — около десяти километров. В будущем планируется расширение системы.
На линии используются низкопольные сочленённые трёхсекционные трамваи производства фирмы Skoda (Чехия). По состоянию на конец 2006 года имеется семь трамваев, в будущем будут закуплены дополнительные трамваи, необходимые для обслуживания расширяющийся системы.
Трамваи Portland streetcar имеют 20 метров в длину и 2,46 метра в ширину. Таким образом, они на треть короче и на четверть метра уже трамваев Metropolitan Area Express. Также, в отличие от Metropolitan Area Express, трасса Portland streetcar в основном имеет совмещённое полотно.

### Portland Vintage Trolley

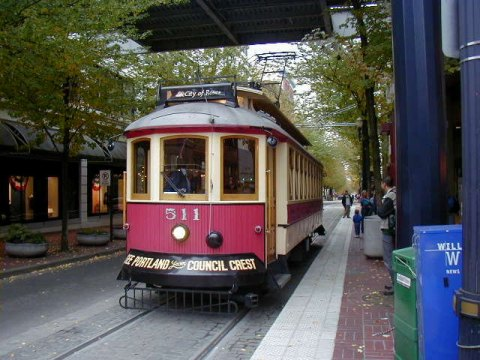
Исторический трамвай

Portland Vintage Trolley (портлендский исторический трамвай) нельзя считать самостоятельной системой, так как исторические трамваи ходят по участку трассы Metropolitan Area Express. Исторические трамваи ходят по воскресеньям с марта по декабрь, от станции Lloyd Center в центр города. Проезд на историческом трамвае бесплатный.
Подвижной состав исторического трамвая — копии трамваев типа Council Crest. Такие трамваи использовались в Портленде до закрытия трамвайного движения в 1950 году.

### Веб-сайты
- Трамваи Портленда Архивная копия от 29 октября 2006 на Wayback Machine
- История общественного транспорта Портленда
- Хронология портлендского трамвая
- Официальный сайт Portland Streetcar Архивная копия от 30 декабря 2006 на Wayback Machine
- Официальный сайт Metropolitan Area Express Архивная копия от 31 декабря 2006 на Wayback Machine
- Страница, посвящённая трамваям линии Каунсил-Крест № 503 и № 506
- P. M. Weyrich, W.S. Lind. Bring Back the Streetcars! A Conservative Vision of Tomorrow’s Urban Transportation.